# Ding an sich

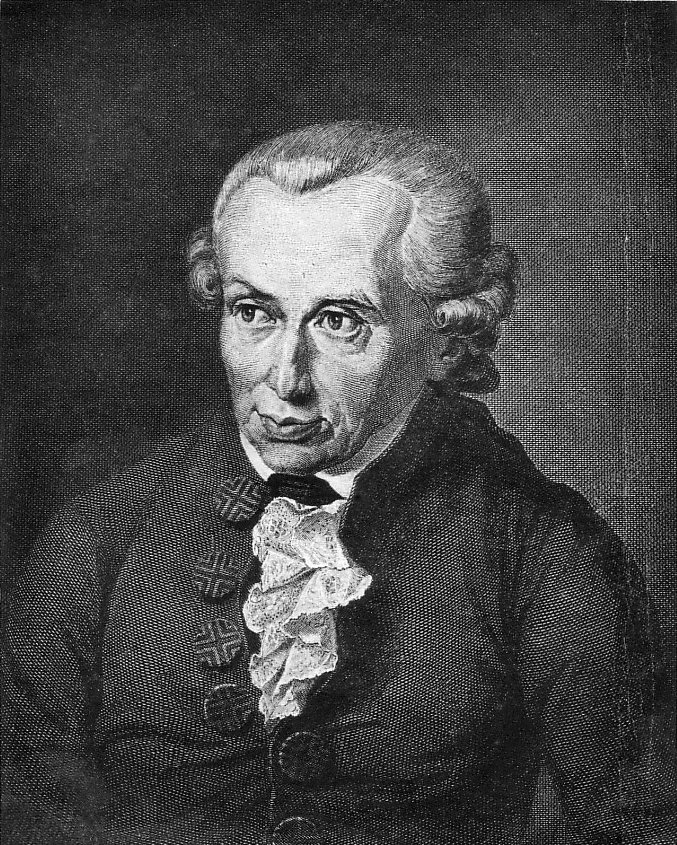
Immanuel Kant.

Het Ding an sich is het ding zoals het op zichzelf bestaat, zoals het in wezen is. Dit filosofische begrip werd bedacht door de Duitse filosoof Immanuel Kant (1724-1804), die het uitwerkte in zijn Kritik der reinen Vernunft. Volgens Kant kan de mens de werkelijkheid zoals ze is (de Dinge an sich) niet  kennen.

## Algemeen

### De werkelijkheid zoals ze aan ons verschijnt
Wat de mens over de werkelijkheid meent te kennen, is volledig afhankelijk van zijn waarnemingen en hoe hij deze waarnemingen interpreteert. Nu kan de mens, zo zegt Kant, niet anders dan met in het bewustzijn a priori aanwezige structuren werken. Kant noemt deze 'aanschouwingsvormen' en 'categorieën.' Dit komt er op neer dat wat de mens kent gekleurd is door zijn kenvermogen. 
Het is een beetje te vergelijken met wat de bolle ogen van een kikker doorgeven als zijnde 'de werkelijkheid'. Voor die kikker bestaat de wereld uit ronde vormen, een resultaat van de structuur van zijn ogen. Wat Kant bedoelt is dat het voor een mens onmogelijk is om tijd, ruimte en causaliteit buiten de waarneming te houden, aangezien dit de 'a priori' structuren zijn die onze waarneming vormen en kleuren. De dingen kunnen daarom nooit door ons worden waargenomen zoals ze op zichzelf zijn, maar alleen zoals ze aan ons verschijnen.

### Het onderscheid tussen het "ding op zich" en de verschijning
Kant stelde dat we een onderscheid moeten maken tussen de "noumenale" werkelijkheid van dingen zoals ze op zichzelf bestaan, het Ding an sich, en anderzijds de verschijningen of fenomenen of het Ding für mich (phainomena). De "fenomenale" werkelijkheid is de werkelijkheid zoals die zich aan ons voordoet. Dit is de enige werkelijkheid waarover we ons gefundeerd kunnen uitspreken, omdat de kenvormen, inherent aan onze geest, het ons eerst mogelijk maken over iets te redeneren en te oordelen. Buiten de grenzen van ons kenvermogen zijn we simpelweg niet bij machte te spreken. 
Kant stelde dat een Ding an sich principieel niet kenbaar is omdat het zich noodzakelijkerwijs onttrekt aan de structuur van ieder kenapparaat. Door bijvoorbeeld de verbetering van onze zintuigen zouden we nooit iets kunnen ontdekken over het Ding an sich.

## Kritiek
Het Ding an sich was vanaf het begin een controversieel begrip. Kants theorie riep onmiddellijk bij andere filosofen de vraag op hoe het toch mogelijk is dat het onmogelijk is over een "ding op zich" te spreken terwijl Kant zelf in zijn boek (Kritiek van de zuivere rede) niet anders doet. 
- Eerste reacties: Tijdgenoten van Kant, zoals F.H. Jacobi en G.E. Schulze, zeiden dat een ding op zichzelf in tegenspraak is met Kants eigen filosofie.

- Positivisme: Positivisten, zoals Ernst Mach en Karl Pearson, menen dat de aanname dat een ding ook los van onze ervaring bestaat per definitie de ervaring overstijgt. De aanname dat dingen ook los van onze ervaring bestaan is daarom bovennatuurlijk ('metafysisch') en onwetenschappelijk.[1][2]

- Materialisme: Materialisten menen dat objecten ook los van onze waarneming bestaan. Materiële objecten zijn de "dingen op zichzelf" en bestaan ook buiten onze directe ervaring. De dingen op zichzelf zijn dus wel degelijk kenbaar, in tegenstelling tot wat Kant beweerde. Dit was het standpunt van marxisten zoals Lenin.[2]